# Шара Венегас
Шара Венегас (ісп. Shara Venegas; нар. 18 вересня 1992, Тоа-Баха, Пуерто-Рико) — пуерториканська волейболістка, виступає на позиції ліберо. Учасниця літніх Олімпійських ігор 2016 року.

## Із біографії
У складі національної збірної виступає з 2009 року. Дебютувала на чемпіонаті серед країн Північної, Центральної Америки і Карибського басейну, де її команда здобула срібні нагороди. Учасниця 
літніх Олімпійських ігор у Ріо-де-Жанейро (11-12 місце), чемпіонатів світу 2014 (17-20 місце) і 2022 років.
Багаторазова чемпіонка Пуерто-Рико. Виступала за бразильський клуб «Бауру». У сезоні 2020/21 захищала кольори «Прометею». У складі команди з Кам'янського стала володаркою суперкубка і чемпіонкою України, грала в турнірах Ліги чемпіонів і Кубка Європейської конфедерації волейболу.

## Клуби
| Роки      | Команди                 |
| --------- | ----------------------- |
| 2008—2011 | «Льянерас де Тоа-Баха»  |
| 2011—2012 | «Пінкін де Коросаль»    |
| 2012—2017 | «Кріольяс де Кагуас»    |
| 2017—2018 | «Бауру»                 |
| 2018—2021 | «Кріольяс де Кагуас»    |
| 2020—2021 | «Прометей» (Кам'янське) |
| 2021—2023 | «Кріольяс де Кагуас»    |
| 2023—     | «Сан-Дієго Мохо»        |